# Ковальов Владислав Вікторович
Владисла́в Ві́кторович Ковальо́в (10 січня 1984 — 29 серпня 2014) — рядовий батальйону патрульної служби міліції особливого призначення «Херсон», учасник російсько-української війни.

## Життєпис
Народився 1984 року в місті Каховка (Херсонська область). Закінчив Харківський національний університет імені В. Н. Каразіна — лікувальна справа. Проживав у Херсоні, чотири роки працював у відомчій лікарні УМВС, лікар-хірург.
У березні 2014 року вступив до лав херсонської «Самооборони». Очолював Херсонський мобільний загін першої медичної допомоги Червоного Хреста, навчав волонтерів наданню невідкладної допомоги.
Червнем 2014 року записався добровольцем, рядовий міліції, батальйон патрульної служби міліції особливого призначення «Херсон». Використовуючи власний досвід, розробив спеціальне медичне спорядження.
З 20 серпня 2014-го брав участь у боях за Іловайськ. Загинув 29 серпня 2014 року під час боїв під Іловайськом — виносив поранених з-під обстрілу, помер, рятуючи життя інших.
Вдома залишились батьки, дружина Вікторія та двоє дітей — донька 2012 р.н. і син 2013 р.н..
Похований у Херсоні, кладовище Геологів, меморіал пам'яті загиблих бійців АТО.

## Нагороди
- 14 листопада 2014 року за особисту мужність і героїзм, виявлені у захисті державного суверенітету та територіальної цілісності України, вірність військовій присязі під час російсько-української війни, відзначений — нагороджений орденом «За мужність» III ступеня (посмертно).
- У 2015 р. нагороджений  недержавною нагородою — орденом «Народний Герой України» (посмертно).
- Його портрет розміщений на меморіалі «Стіна пам'яті полеглих за Україну» у Києві: секція 4, ряд 2, місце 3
- Вшановується 29 серпня на щоденному ранковому церемоніалі вшанування українських захисників, які загинули цього дня у різні роки внаслідок російської збройної агресії[4]
- Іловайський Хрест (посмертно)
- На будівлі лікарні МВС в Херсоні йому встановлено меморіальну дошку (2015)
- На будівлі Херсонського фізико-технічного ліцею встановлено меморіальну дошку його честі (2015)
- 2017 року на фасаді головного корпусу Харківського національного університету імені В. Н. Каразіна відкрито меморіальну дошку випускникам та студентам, загиблим під час антитерористичної операції на сході України — серед яких ім'я Владислава Ковальова